# 默恩崖
默恩崖（丹麥語：Møns Klint）是位於丹麥默恩島的一段長約6公里的石灰岩和白垩岩懸崖，2025年7月被列为世界遗产。部分悬崖与海面垂直落差达120米，其中最高点为海拔128米的“Dronningestolen”。莫恩崖周边地区包括森林、牧场、池塘以及陡峭的丘陵。悬崖及其附近公园现为自然保护区，每年接待约25万名游客。景区设有清晰标示的步道，可徒步、骑马或骑行，沿崖顶的小径连接多处通往海岸的台阶。2007年5月29日，丹麦女王玛格丽特二世为崖顶附近的默恩崖地质中心揭幕，该博物馆由PLH建筑事务所设计。